# Gertschiola macrostyla
Gertschiola macrostyla là một loài nhện trong họ Pholcidae. Loài này được phát hiện ở Argentina.